# Younès Kaabouni
Younès Kaabouni (Bordeaux, 23 mei 1995) is een Frans voetballer van Marokkaanse afkomst die bij voorkeur als offensieve middenvelder speelt. Hij stroomde in 2013 door vanuit de jeugd van Girondins Bordeaux.

## Clubcarrière
Kaabouni komt uit de jeugdacademie van Girondins Bordeaux. Hij debuteerde onder Francis Gillot in de Ligue 1 op 6 oktober 2013 tegen FC Sochaux. Hij viel twee minuten voor affluiten in voor Abdou Traoré. Hij werd in het seizoen 2015-16 verhuurd aan Red Star en vertrok in 2019 naar FC Sochaux. In 2024 keerde hij terug naar Bordeaux, dat door financiële problemen was teruggezet naar het vierde niveau.

## Interlandcarrière
Kaabouni mag zowel voor Frankrijk als voor Marokko uitkomen. Hij debuteerde in 2014 in Frankrijk -20.
1 Johnsson ·
2 Gregersen ·
4 Bokele ·
5 Barbet  ·
6 Ihnatenko ·
8 Sissokho ·
9 Vipotnik ·
10 Weissbeck ·
11 Pitu ·
13 Strączek ·
14 N'Simba ·
17 Elis ·
18 Biumla ·
19 Ekomié ·
20 Díaz ·
22 De Amorim ·
24 Marcelin ·
26 Depussay ·
29 Livolant ·
30 Davitasjvili ·
34 Michelin ·
40 Bedfian ·
72 Cassubie ·
77 Badji ·
81 De Lima ·
91 Tebili ·
97 Rouyard ·
99 Swiderski ·
Coach: Guion
· Assistent-coach: Plašil
· Keeperstrainer: Coupet